# Pola Negri
Pola Negri (tên khai sinh: Barbara Apolonia Chalupec 3 tháng 1, 1897 – 1 tháng 8 năm 1987) là một diễn viên sân khấu và điện ảnh người Ba Lan đã đạt được danh tiếng trên toàn thế giới trong thời kỳ phim câm và thời kỳ vàng của Hollywood và phim châu Âu cho vai diễn nữ diễn viên phim bi kịch và femme fatale.
Bà là ngôi sao điện ảnh châu Âu đầu tiên được mời đến Hollywood và trở thành một trong những nữ diễn viên nổi tiếng nhất trong phim câm của Mỹ. Sự nghiệp đa dạng của bà bao gồm làm việc như là một nữ diễn viên trong nhà hát và nhạc kịch, như một nghệ sĩ ghi âm, như một vũ công ballet và là một tác giả.